# Randaarde

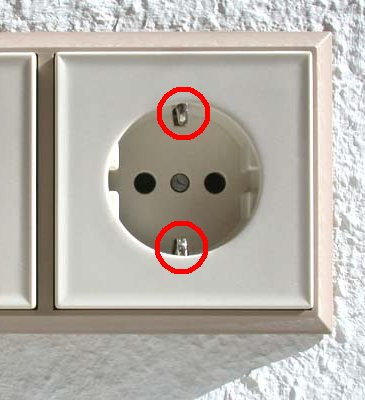
Een wandcontactdoos met randaarde

Randaarde is een norm voor het aardcontact in een stopcontact voor netvoeding. Het contact bestaat uit twee metalen delen aan weerszijden van de contactdoos en de contactstop.
Een stopcontact met randaarde is niet gepolariseerd. Dat betekent dat de contactstop andersom in de contactdoos kan worden gestoken, waarbij fase en nul verwisseld kunnen worden.
Door de International Trade Administration (ITA) wordt de norm aangeduid als type F.
Deze norm is gebruikelijk in Nederland, Duitsland en Spanje.
Het logo van de voormalige elektronicaketen BCC is een contactdoos met randaarde, waarbij echter het aardcontact aan de bovenkant ontbreekt. Hierdoor is in het logo een gezicht te herkennen - met oren, ogen en een kuiltje in de kin.